# Architektur der 1950er Jahre in Eilenburg

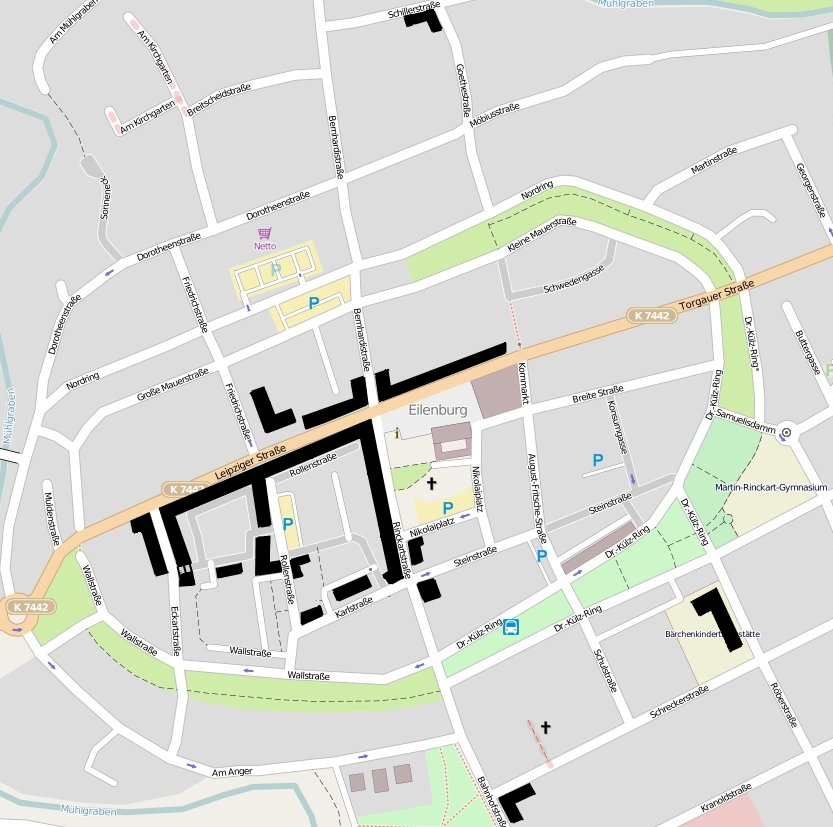
Übersichtskarte der Eilenburger Innenstadt. Standorte markanter Beispiele der Architektur des Wiederaufbaus der 1950er Jahre sind schwarz hervorgehoben.

Die Architektur der 1950er Jahre in Eilenburg umfasst die großflächige geschlossene Bebauung in Block- und Zeilenbauweise im Karree der Leipziger, Rinckart-, Karl- und Eckartstraße sowie mehrere Einzelbauwerke im Stadtzentrum. Die 1950er-Jahre-Architektur in Eilenburg genießt heute als Zeugnis des Wiederaufbaus nach dem Zweiten Weltkrieg in weiten Teilen Denkmalschutz. Während desselben Zeitraums fanden im gesamten Stadtgebiet je nach Beschädigung kleinere und größere Erneuerungen und Umbauten an noch vorhandenen Gebäuden statt. Auf dieses Gebäude wird nicht weiter eingegangen.

## Vorgeschichte
Die Verweigerung der deutschen Militärführung 1945, die Stadt kampflos an die von Westen anrückenden amerikanischen Verbände zu übergeben, führte vom 21. bis 25. April des letzten Kriegsjahres zu einer verheerenden Artillerieschlacht, in der weite Teile der Stadt zerstört wurden. Schwerpunkt der Zerstörung war dabei neben strategischen Zielen die Altstadt rund um den Marktplatz. Man geht heute davon aus, dass im Bereich Stadtmitte 90 Prozent der Gebäude zerstört oder schwer beschädigt wurden. Dies hatte eine enorme Wohnungsnot in der Stadt zur Folge, die ohnehin durch Flüchtlinge aus den Ostgebieten, umgesiedelte Rheinländer und eine große Zahl Zwangsarbeiter stark übervölkert war. Der damalige Bürgermeister Max Müller berichtete dem Magistrat am 4. Februar 1946, dass von den zuvor vorhandenen rund 7000 Wohnungen lediglich noch 2600 zu bewohnen sind. Etwa 8000 Menschen waren zu diesem Zeitpunkt obdachlos und lebten unter anderem in den Bergkellern. Die Stadt schloss sich in der Folge einer Arbeitsgemeinschaft der am schwersten getroffenen Städte in der preußischen Provinz Sachsen an, um durch eine gerechte Verteilung von Arbeitskräften und Baumaterial unter den betroffenen Städten den effektiven Wiederaufbau zu gewährleisten. Nach der Beseitigung von etwa 144.000 Kubikmetern Schutt bis Mitte 1950, durch die ganze Straßenzüge verschwanden, begann ab 1948 der Wiederaufbau im Stadtzentrum.

## Wiederaufbau
Der Wiederaufbau im Stadtzentrum begann bereits im ersten Jahr nach dem Krieg und konnte 1963 als weitgehend beendet bezeichnet werden. Zu diesem Zeitpunkt gab es nur noch vereinzelt Baulücken, die es zu schließen galt. Die hauptsächliche Bautätigkeit im Stadtkern fällt in die Jahre 1953 bis 1958, in denen im Zuge des Nationalen Aufbauwerks über 15 Millionen Mark in neue Wohnhäuser investiert wurden. Zu Beginn existierten noch keine Bebauungspläne, so dass ein nach einheitlichen Maßstäben durchgeführter Wiederaufbau zunächst nicht stattfand. Erst im Dezember 1954 stellte das Entwurfsbüro Hochbau I Leipzig einen ersten Bebauungsplan für die Innenstadt auf. Dabei war zunächst die Trennung von Wohnhäusern und Geschäftsbauten angedacht, was in der Praxis jedoch verworfen wurden. Entsprechend der sozialistischen Stadtplanung sollte der Marktplatz in westlicher Richtung zu Gunsten eines Teils der geschlossenen Bebauung in der Leipziger Straße zwischen Rinckart- und Rollenstraße erweitert werden und so Platz für politische Demonstrationen bieten. Auch diese Pläne, die dem Leitbild der 16 Grundsätze des sozialistischen Städtebaus folgten, wurden nicht umgesetzt.

### Marktplatz

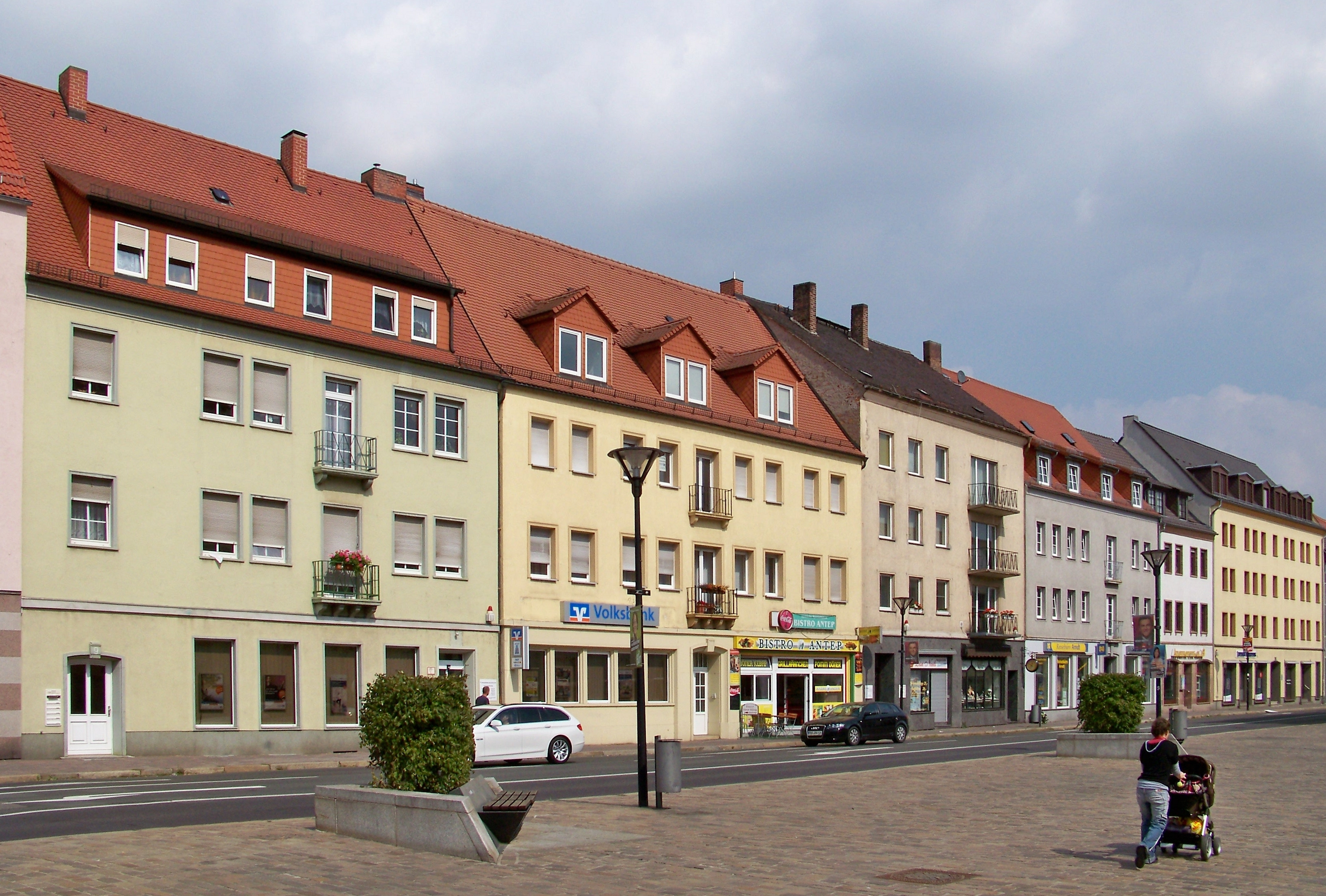
Bebauung des nördlichen Marktplatzes gegenüber dem Rathaus in kleinteiliger Ausführung

Der Wiederaufbau im Stadtzentrum begann 1946 mit der Rekonstruktion des im Renaissance-Stil errichteten Rathauses. In der Zeit von 1948 bis 1960 entstand die dem Rathaus gegenüberliegende Häuserzeile neu. Dort entstand – den individuellen Charakter der einstigen Wohn- und Geschäftshäuser beibehaltend – eine sich abwechselnde drei- und viergeschossiger Bebauung mit Ladenflächen im Erdgeschoss. Die dortigen Häuser sind einfach ausgeführt und verfügen über nur wenige Gestaltungselemente und Form von schlichten Erkern, Balkonen und Schleppgauben. Dadurch ergibt sich auch kein besonderer Erhaltungswert, so dass kein Bauwerk dieses Straßenzuges unter Denkmalschutz steht. Einzig das Rathaus ist eingetragenes Kulturdenkmal. Die Flächen östlich und westlich des Rathauses blieben unbebaut. Die Kornmarktbebauung als östliche Begrenzung des Marktplatzes wurde erst Jahre nach Ende des Krieges abgebrochen und 2009 durch einen Neubau wieder geschlossen.

### Leipziger Straße
→ Leipziger Straße 57, 58–67 (Eilenburg)

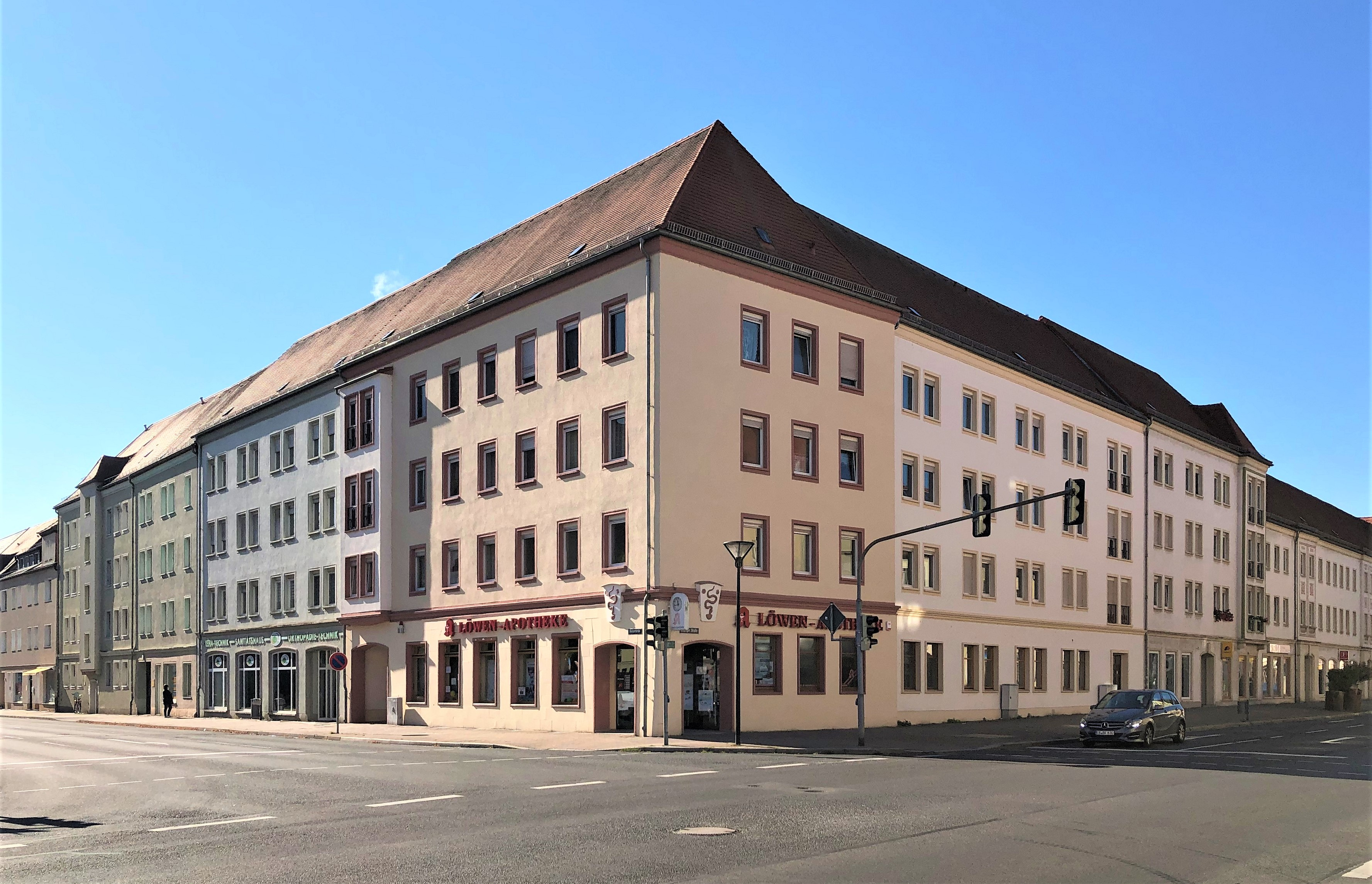
Bebauung an der Ecke Rinckartstraße/Leipziger Straße (Marktkreuzung). Hier liegen die viergeschossigen Anteile des Karrees. (2021)

Während beim Wiederaufbau der Nordseite der Leipziger Straße das ursprüngliche kleinstädtische Gepräge mit seiner kleinteiligen Bebauung beibehalten wurde, weist die südliche Straßenrandbebauung zwischen Eckartstraße und Marktplatz eine zusammenhängende, mit einheitlichen architektonischen Gestaltungselementen ausgeführte Wohnblockbebauung auf. Die in Etappen errichtete Bebauung erstreckt sich über eine Länge von etwa 200 Metern. Im Erdgeschoss befinden sich grundsätzlich Ladengeschäfte, was dem traditionellen Charakter der Leipziger Straße als Hauptgeschäftsstraße entspricht. Vom Marktplatz hin zur Eckartstraße nimmt die Geschosshöhe ab der Hausnummer 64 von vier auf drei Geschosse ab. Die einzelnen Gebäudeteile liegen nicht in einer Fluchtlinie, grundsätzlich ist der Block aber im Vergleich zur Vorkriegsbebauung etwas zurückversetzt worden, um den Straßenraum der Leipziger Straße zu vergrößern. Der markanteste Gebäudeteil ist der Torbogen, der den Durchgang zur Rollenstraße darstellt. Daneben zeigt die Fassade zahlreiche Gestaltungselemente wie Erker, französischen Balkonen, Loggien, Gesimse und einen Fries. Türfassungen und die Arkaden des Torbogens werden von Archivolten mit Schlussstein geziert.

### Rinckartstraße
→ Rinckartstraße 1, 7/8, 9a (Eilenburg)

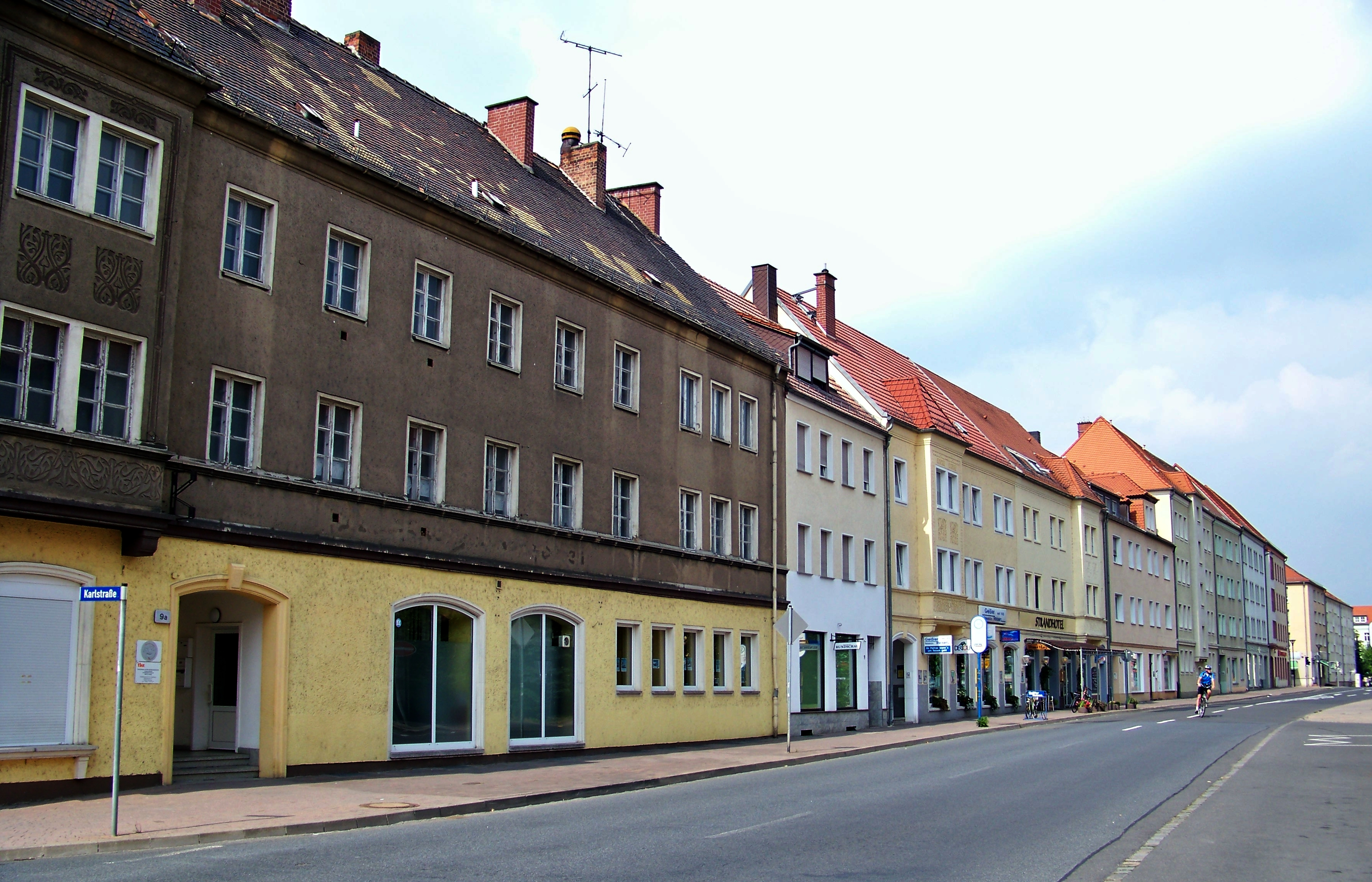
Bebauung entlang der westlichen Rinckartstraße mit Blick zur Marktkreuzung

Die Wohn- und Geschäftsbauten auf der westlichen Seite der Rinckartstraße entstanden in den Jahren 1955 bis 1957. Von diesen Gebäuden sind die aufwendiger gestalteten Bauten Rinckartstraße 1, 7/8 und 9a zusammen ein eingetragenes Kulturdenkmal. Wie in der Leipziger Straße auch nimmt mit zunehmender Entfernung vom Marktplatz die Höhe der Gebäude von vier auf drei Geschosse ab Rinckartstraße 5 ab. Die östliche Straßenrandbebauung stammt aus den 1950er und frühen 1960er Jahren (Hausnummer 21). Als architektonische Gestaltungselemente kamen in der Rinckartstraße konsolengetragene Erker, Gesimse, verschiedene Dachaufbauten, segmentbogige Eingänge und Schaufenster sowie verschiedene Faschenprofilierungen zum Einsatz.
Die Eckbebauung zur Wallstraße wurde in den 2000er Jahren zurückgebaut. Die entstandene Lücke wurde bisher nicht geschlossen.

### Karlstraße
→ Karlstraße 1, 2/3, 4 (Eilenburg)

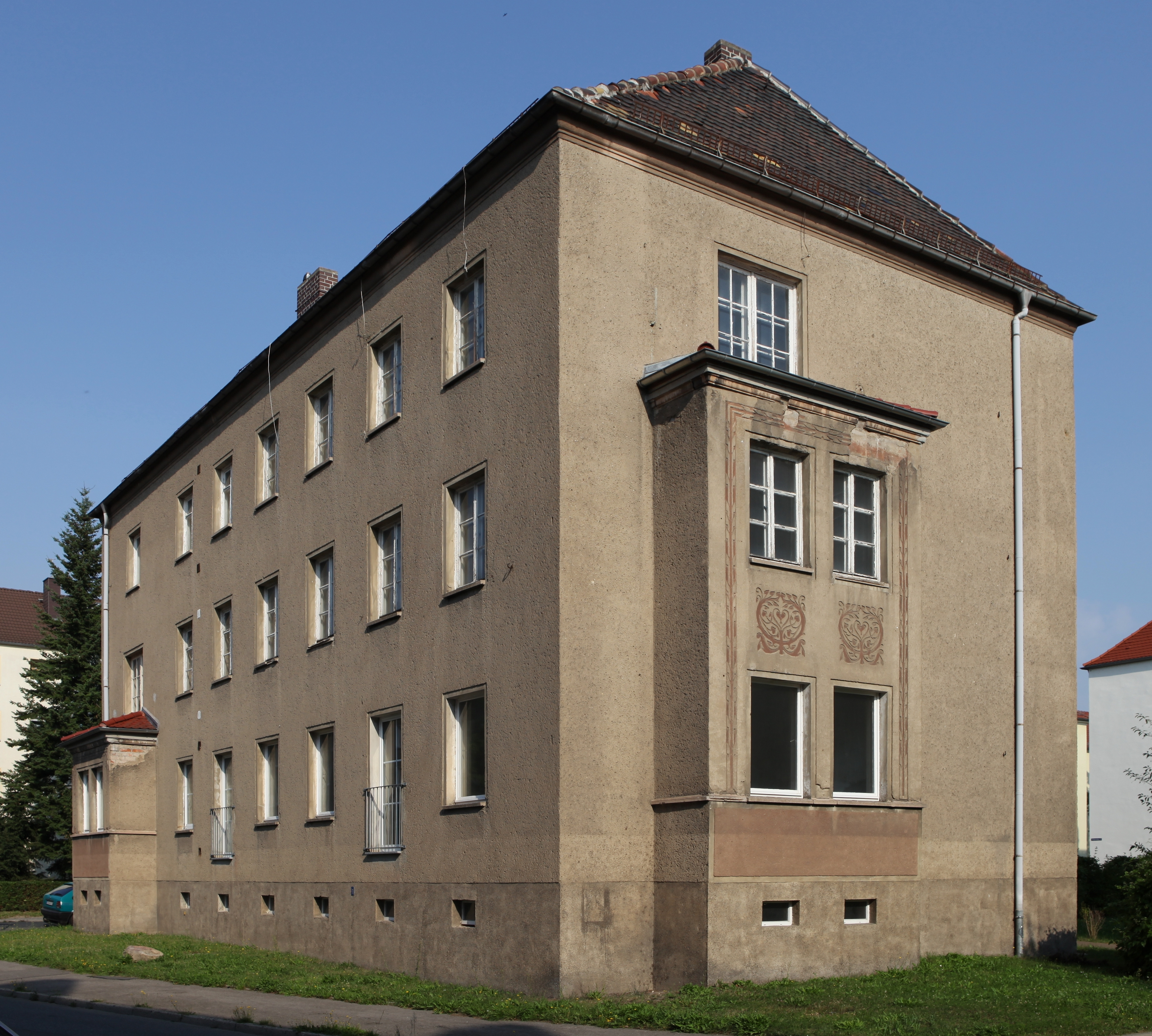
Das Gebäude Karlstraße 4 befindet sich in einem noch weitgehend originalen Erhaltungszustand. (2012)

Aus der gleichen Zeit stammen die Gebäude in der nördlichen Karlstraße (Hausnummern 1, 2/3 und 4), die zusammen ein eingetragenes Kulturdenkmal sind. Die dreigeschossigen Häuser wurden mit Walmdächern ausgeführt. Im Gegensatz zu der Bebauung in den Ausfallstraßen, die über Geschäftsbereiche verfügen, sind die dortigen Bauten reine Wohnhäuser. Als architektonische Gestaltungselemente kamen Erker, profilierte Dachgesimse, Ausluchten und ein französischer Balkon zum Einsatz.

### Rollenstraße
→ Rollenstraße 1/2, 23 (Eilenburg)
Ebenso aus der Mitte der 1950er Jahre stammen die wesentlichen und zum Teil denkmalgeschützten Anteile der Bebauung in der Rollenstraße (Hausnummern 1/2, 3/4 23). Mitte der 2000er Jahre wurden im Rahmen des Stadtumbau Ost der ebenfalls denkmalgeschützte Wohnblock Rollenstraße 24/25 sowie das Wohnhaus Rollenstraße 21/22 abgebrochen. Letzteres stellte den Lückenschluss zwischen den Kulturdenkmalen Karlstraße 4 und Rollenstraße 23 dar. Ein weiterer Wohnblock, der etwas später errichtet wurde, komplettiert die Bebauung dieses Straßenzuges. Zur architektonischen Gestaltung wurden in diesem Straßenzug Erker, verschiedene Gesimse, Türgewände und profilierte Tür- und Fensterfaschen eingesetzt.

### Eckartstraße
→ Eckartstraße 4/5, 24, 25–27 (Eilenburg)

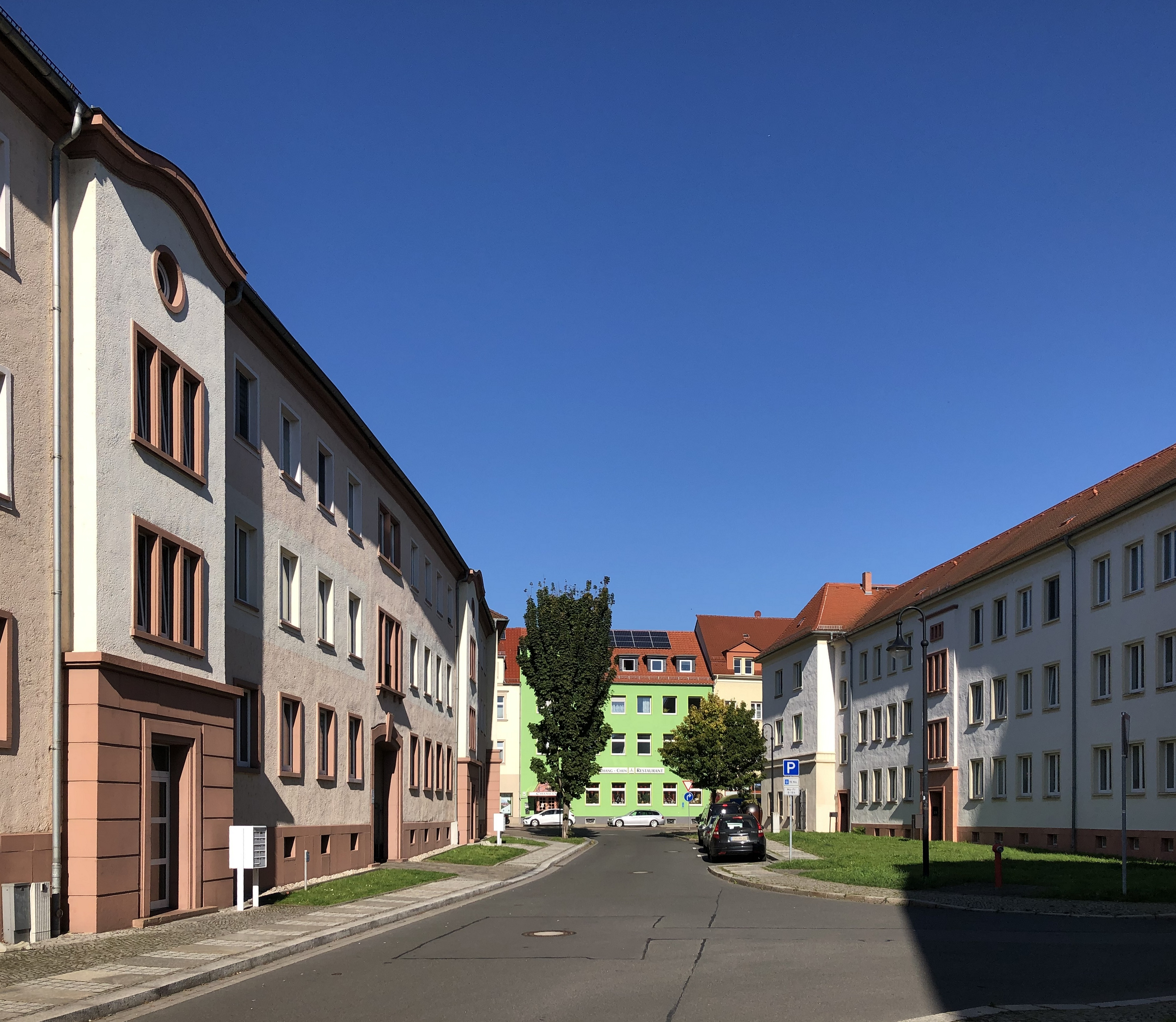
Die nördliche Eckartstraße wurde zu beiden Seiten mit Wohnblöcken bebaut, wobei sich die Gestaltung der sich gegenüberliegen Häuser wesentlich unterscheidet. (2021)

Die Eckartstraße wird dominiert von den Blockbauten der 1950er Jahre. Dabei sind die dreigeschossigen Wohnhäuser 4/5, 24 und 25–27 eingetragene Kulturdenkmale. Außerdem gehören zur Randbebauung der Eckartstraße auch ein ebenfalls denkmalgeschütztes Haus aus der Gründerzeit sowie jüngere Bauten aus der Zeit vor und nach der Wende. An den Denkmalbauten kamen unter anderem profilierte Fenster- und Türfaschen, ein Segmentbogenportal mit Schlussstein, Rustizierungen und Ochsenaugen zur Ausführung. Zwischen den Gebäuden 24 und 25–27 werden die Straße und die beiden Gehwege von einer Pergola auf acht Pfeilern überspannt.

### Bahnhofstraße
In der Bahnhofstraße befindet sich in halboffener Eckbebauung zur Schreckerstraße ein qualitätvoller dreigeschossiger Wohnblock aus dem Jahr 1953, der als Lückenschluss nach den entstandenen Kriegsschäden errichtet wurde und über je einen Eingang in der Bahnhof- und der Schreckerstraße verfügt. Die Türfasche mit Segmentbogen des Eingangs Bahnhofstraße 6 weist ein markantes Profil auf. Ebenso die Fasche der darüberliegenden französischen Fensterpartie, die von vier Konsolen getragen wird und nach oben hin mit einem Gesims abschließt. Die senkrechten Kanten des Baukörpers einschließlich des leicht hervorstehenden Eingangs- und Treppenhausbereichs Schreckerstraße 1a sind von Quaderwerk eingefasst. Die nochmals leicht hervortretenden Faschen der langgestreckten Doppelfenster des Treppenhauses Schreckerstraße 1a werden von drei Zierkonsolen getragen. Im zweiten Obergeschoss entsteht durch die Fenster und die dazwischen liegenden großformatigen leicht hervorstehenden Quadrate eine umlaufenden Bänderung. Auf dem leicht auskragenden Dachgesims ist ein Walmdach aufgesetzt.

### Röberstraße

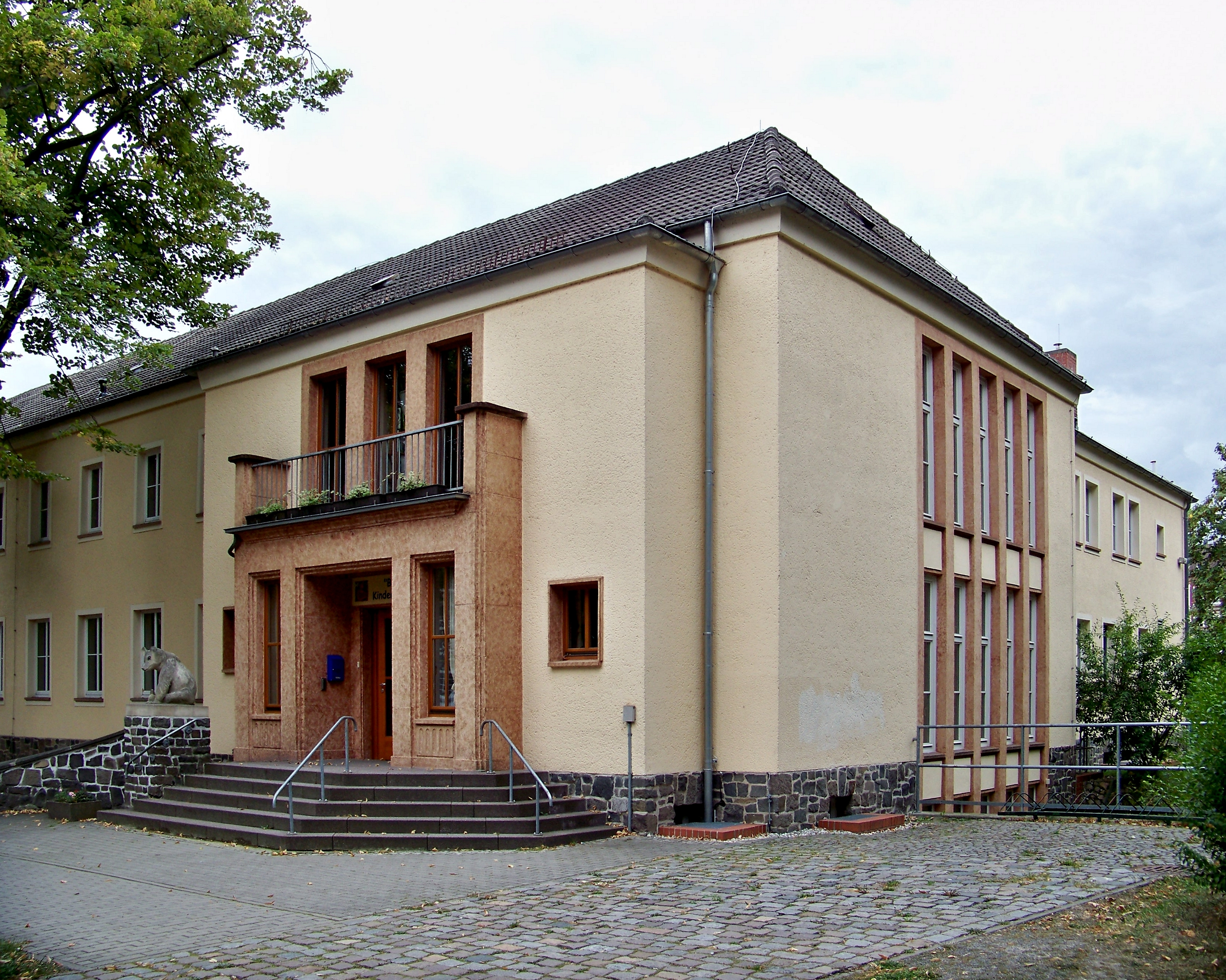
Eckansicht des Kindergartens

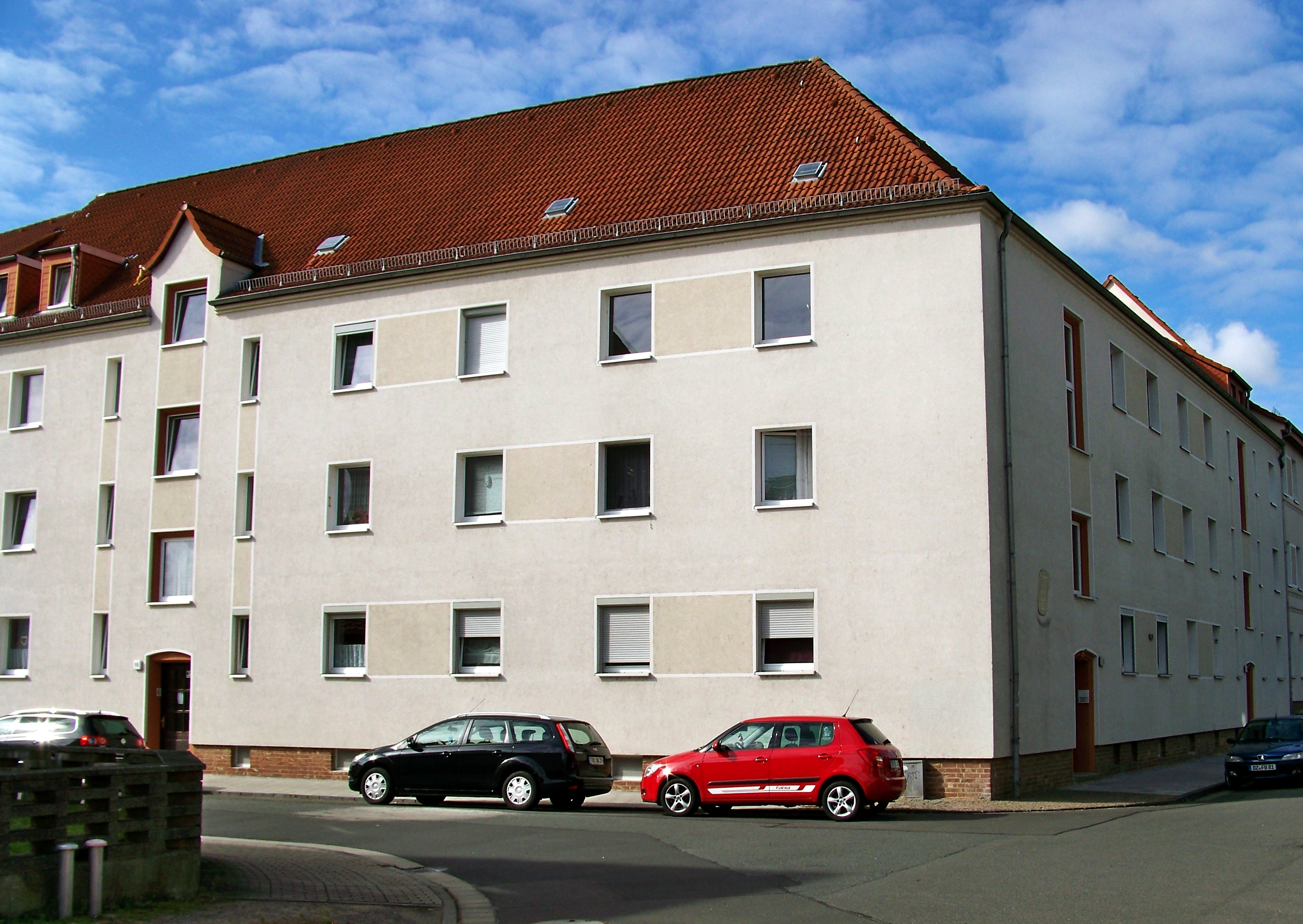
Der 1955 errichtete Lückenschluss an der Ecke Schiller-/Goethestraße

In der Röberstraße 12/13 wurde in den Jahren 1955 und 1956 an der Stelle, wo sich zuvor der Schulhof der zerstörten Stadtschule befand, ein zweigeschossiger Kindergarten-Bau errichtet. Das denkmalgeschützte Bauwerk besteht aus einem länglichen Gebäudeteil im Verlauf der Röberstraße und einem kurzen westlich angesetzten Querbau. Besonders die Eingangssituation in einem mächtigen Standerker, der mit einem Walm in der sonst schlichten Dachkonstruktion aufgeht, ist aufwendig gestaltet. Die Eingangstür liegt etwa 75 Zentimeter über dem Straßenniveau und ist sowohl über eine Treppe als auch über eine gepflasterte Rampe erreichbar. Sie wird von zwei langgestreckten Fenstern flankiert. Auf der nochmals vorgelagerten Eingangspartie befindet sich im ersten Obergeschoss ein Söller. Die Faschen der Fenster und der Tür sowie das Gesims weisen eine einfache Profilierung auf. An der Nordfassade befindet sich im Ober-, Erd- und Kellergeschoss jeweils eine Gruppe von fünf langgestreckten Fenstern samt Oberlichtern. Auf dem Pfeiler vor dem Eingang befindet sich die Plastik eines jungen Bären, die auf den Namen der Kindertagesstätte (Bärchen) Bezug nimmt.

### Schiller-/Goethestraße
Im Ensemble der 1925 in Art déco errichteten Häuser in der Schiller- und der Goethestraße wurde mit dem Beschuss im April 1945 eine Lücke in die Eckbebauung beider Straßen gerissen. Diese Lücke wurde 1955 vom Architekten E. Meixner wieder geschlossen. Das Gebäude verfügt über drei Eingänge (Schillerstraße 4/5; Goethestraße 15). Die Eingangstüren sind mit Segmentbögen versehen, der eingesetzte Schlussstein trägt jeweils die Hausnummer. Die Faschen der Eingangstüren und der Treppenhausfenster sind einfach profiliert. Die Fenster der Wohnungen bilden mit Hilfe des Fassadenanstrichs eine horizontale Bänderung, die durch die vertikale Betonung der Treppenhauspartien unterbrochen wird. Das Treppenhaus des Eingangs Goethestraße endet mit einem Zwerchgiebel im Walmdach. Neben mehreren Dachluken verfügt das Dach über drei Gauben. An der Nordfassade zur Schillerstraße befindet sich ein in eine Kartusche eingefasster Text, der unter anderem auf das Baujahr und den Architekten hinweist. Bauherr war damals das Vereinigte Gemeinnützige Wohnungsunternehmen Eilenburg. Die Häuser befinden sich heute im Besitz der Wohnungsgenossenschaft Eilenburg (WGE).